# Tommaso Bonaventura della Gherardesca
Pour les articles homonymes, voir Bonaventura.
Tommaso Bonaventura della Gherardesca (né le 24 juillet 1654 à Florence, alors capitale du Grand-duché de Toscane et mort le 21 septembre 1721 dans la même ville) est un comte italien de la noble famille florentine des Della Gherardesca et un évêque catholique italien de la fin du XVIIe et du début du XVIIIe siècle.

## Biographie
À partir de 1679, Tommaso Bonaventura della Gherardesca est chanoine de la cathédrale métropolitaine de Florence. Le 19 septembre 1682 il est ordonné prêtre. Par la suite, il devient doyen du chapitre, puis, le 5 octobre 1700, vicaire général.
Le 12 février 1703, il est nommé évêque de Fiesole, et un peu moins d'un an plus tard, le 12 novembre 1703, il est transféré à l'archidiocèse de Florence après la mort soudaine de l'archevêque Leone Strozzi (it). Le 8 décembre 1703, il prend possession des lieux et reçoit le pallium du nonce du pape, le cardinal Antonio Francesco Sanvitale.
Il tient un synode diocésain en 1710 et effectue de nombreuses visites pastorales dans son diocèse, mais son nom est surtout lié à la fondation du Grand Séminaire de Florence, le 4 novembre 1712.
Tommaso Bonaventura della Gherardesca meurt à Florence le 21 septembre 1721.